# Vasile Măinescu
Vasile Măinescu (n. 26 noiembrie 1891 – d. 13 mai 1953, Mănăstirea Văcărești, București, România) a fost un general român de cavalerie, participant la cel de-al Doilea Război Mondial.
A fost înaintat la gradul de general de brigadă la 20 martie 1943 și la gradul de general de divizie la 16 aprilie 1947, cu vechimea de la 23 august 1945.
Generalul de divizie Vasile Măinescu a fost trecut în cadrul disponibil la 9 august 1946, în baza legii nr. 433 din 1946, și apoi, din oficiu, în poziția de rezervă la 9 august 1947. Generalul Vasile Măinescu a fost arestat pe data de 2 august 1950, condamnat la 15 de închisoare drept criminal de război pe data de 14 ianuarie 1953 și a decedat pe data de 13 mai 1953.
A fost fratele Elenei Eisenberg (născută Măinescu), una dintre cele trei prime femei alese primar în 1930 în România.